# Bethlem-Myopathie
Bei der Bethlem-Myopathie handelt es sich um eine seltene Muskelerkrankung, die zur Gruppe der angeborenen Muskeldystrophien gehört. Sie wird autosomal-dominant vererbt. Die Erkrankung ist durch einen relativ milden Verlauf mit proximaler Muskelschwäche und distalen Gelenkkontrakturen gekennzeichnet. Ursache für die Erkrankung sind Mutationen in einem von 3 Genen, die für Kollagen VI, ein Protein der extrazellulären Matrix, kodieren. Die Erkrankung ist sehr selten. Bisher wurden weniger als 100 Fälle beschrieben.

## Geschichte
Die Erstbeschreibung der Erkrankung stammt vom niederländischen Neurologen Jaap Bethlem (1924–2017) und seinem Kollegen George K. van Wijngaarden. Sie erfolgte 1976 anhand der Untersuchung von 3 Familien mit insgesamt 28 Patienten. In einer Publikation über eine franko-kanadische Familie mit 33 betroffenen Patienten schlug Walter Bradley (et. al) 1988 die Bezeichnung Bethlem-Myopathie für dieses Krankheitsbild vor.

## Ursache
Die Ursache für die Erkrankung sind Mutationen in den Genen, die für Kollagen-VI kodieren. Kollagen VI besteht aus 3 Untereinheiten, die von 3 verschiedenen Genen kodiert werden: COL6A1 und COL6A2 auf dem langen Arm von Chromosom 21 (21q22.3) und COL6A3 auf dem langen Arm von Chromosom 2 (2q37). Für alle 3 Gene wurden Mutationen beschrieben, sowohl Punktmutationen als auch Spleißmutationen, die zur Erkrankung führen. Die Erkrankung wird autosomal-dominant vererbt. Kollagen VI ist ein Protein der extrazellulären Matrix, das unter anderem für die Verbindungen zwischen den Zellen (Zell-Zell-Verbindung) eine Bedeutung hat.

## Krankheitsbild und Verlauf
Die Bethlem-Myopathie ist durch eine leichtgradige Muskelschwäche der proximalen Extremitätenmuskulatur sowie durch einen relativ gutartigen, nur langsam fortschreitenden Verlauf gekennzeichnet.
Bereits im frühen Kindesalter zeigen Patienten eine geringe Muskelspannung (Hypotonie) und eine verzögerte Entwicklung der Bewegungsfähigkeiten. Bereits bei der Geburt kann eine leichte Muskelschwäche vorhanden sein, die sich im Laufe des Lebens langsam verschlechtert.
Im Erwachsenenalter sind eine Muskelschwäche vor allem in den körpernahen Bereichen sowie Gelenkversteifungen an den Ellenbogen, den Achillessehnen und den Beugemuskeln der Finger deutlich sichtbar.
Im Durchschnitt sind die Patienten ab einem Alter von 25–40 Jahren auf einen Rollstuhl angewiesen, bzw. nutzen über zwei Drittel der Patienten über 50 Jahre eine Gehhilfe außerhalb des häuslichen Bereichs. Bei einigen Betroffenen kann es außerdem zu Problemen mit der Atmung kommen, was im Erwachsenenalter zu einer Atemschwäche führen kann. In solchen Fällen ist oft eine nächtliche Atemunterstützung mit einem Beatmungsgerät notwendig (Beatmung#Nichtinvasive_Beatmung_(NIV) bzw. BIPAP-Beatmung).

## Weiterführende Literatur
- N. L. Baker: Molecular consequences of dominant Bethlem myopathy collagen VI mutations. Ann Neurol. 2007 Oct;62(4), S. 390–405. PMID 7886299
- D. Hicks u. a.: A refined diagnostic algorithm for Bethlem myopathy. Neurology. 2008 Apr 1;70(14), S. 1192–1199. PMID 18378883
- G. J. Jobsis u. a.: Bethlem myopathy: a slowly-progressive congenital muscular dystrophy with contractures. Brain. 1999 Apr;122 ( Pt 4), S. 649–655. PMID 10219778.
- A. K. Lampe u. a.: Collagen VI related muscle disorders. J Med Genet. 2005 Sep;42(9), S. 673–685. PMID 16141002.
- L. Merlini u. a.: Therapy of collagen VI-related myopathies (Bethlem and Ullrich). Neurotherapeutics. 2008 Oct;5(4), S. 613–618. PMID 19019314
- A. J. van der Kooi u. a.: Cardiac and pulmonary investigations in Bethlem myopathy. Cardiac and pulmonary investigations in Bethlem myopathy. Arch Neurol. 2006 Nov;63(11), S. 1617–1621. PMID 17101832